# Karl Busz
Karl Heinrich Emil Georg Busz (* 2. Februar 1863 in Kleve; † 8. Dezember 1930 in Münster) war ein deutscher Mineraloge.
Busz war der Sohn eines Oberstaatsanwalts und besuchte das Gymnasium in Bonn. Von 1883 bis 1886 studierte er ebenfalls in Bonn Naturwissenschaften (vorwiegend Mineralogie und Geologie). Er wurde 1887 zum Dr. phil. promoviert und war ab 1888 Assistent am mineralogischen Institut in Bonn. 1892 wurde er in Bonn habilitiert. Dort und ab 1894 in Marburg war er Privatdozent. Im Jahr 1895 wurde er zum Mitglied der Leopoldina gewählt. 1896 wurde er außerordentlicher Professor und 1901 ordentlicher Professor für Mineralogie, Geologie und Petrographie an der Akademie in Münster. 1909/10 war er dort Rektor. Seit 1910 vertrat er seine Universität im preußischen Herrenhaus.

## Veröffentlichungen
- mit Hugo Laspeyres: Die Leucit-Phonolithe und deren Tuffe in dem Gebiete des Laacher Sees. Bonn 1892.